# Beka Tughushi
Beka Tughushi (in georgiano ბექა ტუღუში?; Tbilisi, 24 gennaio 1989) è un ex calciatore georgiano, di ruolo centrocampista.

## Palmarès

### Club

#### Competizioni nazionali
- Coppa di Georgia: 1

Torpedo Kutaisi: 2016
- Campionato georgiano: 1

Torpedo Kutaisi: 2017
- Supercoppa di Georgia: 1

Torpedo Kutaisi: 2018